# Dinámica (música)

Figura 1. Algunas indicaciones de dinámica:
piano, mezzopiano, mezzoforte y forte.

La dinámica, en la música, hace referencia en las graduaciones de intensidad del sonido. Dentro de la terminología musical se denomina matiz dinámico o de intensidad a cada uno de los distintos grados o niveles de intensidad en que se pueden interpretar uno o varios sonidos, determinados pasajes o piezas musicales completas.
La intensidad musical es la cualidad que diferencia un sonido suave de un sonido fuerte. Depende de la fuerza con la que el cuerpo sonoro sea ejecutado y de la distancia del receptor de la fuente sonora. Acústicamente la intensidad depende de la amplitud de las vibraciones y particularmente está conectada a una magnitud definida como intensidad acústica, que se mide en W/m² o más comúnmente en decibelios (dB) cuando se mide logarítmicamente (Nivel de presión sonora). En psicoacústica la diferencia que mide la percepción de la intensidad musical se define como sonoridad.

## Historia
El sentido expresivo de la dinámica ha ido variando a lo largo de la historia de la música. 

### Renacimiento
Uno de los primeros en incluir dinámicas en la notación musical fue el compositor renacentista Giovanni Gabrieli. No obstante, este tipo de indicaciones fueron empleadas por los compositores con moderación hasta el siglo XVIII.

### Barroco
Según Grabner «en el periodo barroco el sentido expresivo de la dinámica radica en la estructura de la obra y está íntimamente relacionado con la construcción formal, por lo que la dinámica tiene aquí un significado primariamente tectónico». Esto se refleja en los contrastes resultantes entre partes fuerte y suaves, el denominado "efecto eco" que consiste en repetir en piano un pasaje escuchado primero en forte.
El hecho de que en el clavicordio sólo se podían interpretar "dinámicas de terrazas" (ya sea fuertes o suaves, pero sin niveles intermedios) unido a que los compositores de la época no señalaron graduaciones de dinámicas en sus partituras, ha conducido conforme a Robert Donington a la sugerencia un tanto engañosa de que la dinámica del barroco son "dinámicas de terrazas". En realidad, los músicos barrocos variaban las dinámicas constantemente. En palabras de Johann Joachim Quantz en 1752 «luz y sombra deben ser constantemente introducidas... mediante el incesante intercambio de fuerte y suave».
Por otra parte, el clavicordio suena más fuerte o más suave dependiendo de la densidad de la textura musical, es decir, cuatro notas suenan con más intensidad que dos. Esto permitió a compositores como Bach crear dinámicas directamente en sus composiciones, sin la necesidad de indicarlas mediante notación.
Si bien, el propio Bach utilizó algunos términos como  forte, piano più piano y pianissimo (si bien escritos como palabras completas). En algunos casos, la abreviatura ppp puede que fuera considerada pianissimo en esta época.

### Clasicismo
A partir del siglo XVIII la dinámica musical asumió una significación propia e independiente. Prima la dinámica de transición que se asienta sobre todo en los crescendi y diminuendi, por encima de la dinámica de grados del Barroco. La orquesta de Mannheim es conocida por haber aplicado estas dinámicas por primera vez.
Haydn y Mozart especificaban seis niveles de intensidad desde pp a ff. Beethoven utilizó también ppp y fff, si bien este último con menos frecuencia.

### Romanticismo
En el Romanticismo, los compositores ampliaron considerablemente el vocabulario para describir los cambios dinámicos en sus partituras. Brahms utilizó una serie de términos para describir la dinámica que quería. En el movimiento lento del Trío para trompa, violín y piano (opus 40) utiliza las expresiones ppp, molto piano y cuasi niente para indicar los diferentes niveles de calma.

### SigloXX
Tras el Romanticismo, los compositores siguen ampliando los términos usados para describir las dinámicas, a veces, sustituyéndolas por expresiones relativamente objetivas como feroce. Sin embargo, otros autores emplean expresiones propias, singulares y características de su propio estilo; como Erik Satie en sus famosas Gnossiennes en las que indica estos matices de un modo indirecto y personal: Plus intimement, sur la lange o Dans une saíne superiorité  (con una saludable superioridad).
Por otro lado, el Serialismo incorpora las dinámicas a su método compositivo por series, dentro del Serialismo integral. Esto supone la independencia de la dinámica sobre la nota o fragmento al que define, es decir, es tratada como una variable más en la lógica serial. Por tanto una revisión y actualización sobre cómo las dinámicas afectan a la estructura, con cierto paralelismo a las obras del período clásico.

## Tipos
La determinación de la intensidad de los sonidos de una obra, en palabras de Grabner, puede articularse a través de una dinámica de grados o bien de una dinámica de transición. De tal forma que los signos pueden indicar respectivamente diversos grados de intensidad o bien la transición entre los mismos.

### Dinámica de grados
La dinámica de grados se construye mediante la contraposición entre los conceptos de suave y fuerte, lo cual se expresa mediante las palabras italianas piano y forte respectivamente. Existen al menos ocho graduaciones o indicaciones de dinámica, empezando desde el sonido más suave hasta el sonido más fuerte. Por ejemplo, pianissimo, piano, fortissimo, etc. Asimismo los distintos grados de intensidad pueden matizarse mediante otros términos como piu, meno, etc.
Los acentos también forman parte de los signos dinámicos, indicando que una nota en particular debe ser ejecutada con una intensidad mayor.
| Nombre        | Abreviatura | Significado |
| ------------- | ----------- | --- |
| Pianississimo |             | Más débil. |
| Pianissimo    |             | Muy débil. |
| Piano         |             | Débil. |
| Mezzopiano    |             | Medianamente débil. Literalmente, es la mitad de suave que piano. |
| Mezzoforte    |             | Medianamente fuerte. Literalmente, es la mitad de forte. Es más común el uso de mezzo-piano. Nota: si no aparece algún indicador de dinámica, mezzo-forte se asume como dinámica imperante por defecto.                                                                             |
| Forte         |             | Fuerte. |
| Fortissimo    |             | Muy fuerte. |
| Fortississimo |             | Más fuerte. Aunque algunas partituras, particularmente de la época contemporánea, han llegado a una indicación más extrema, con más de 3 p o f. Verdi alcanzó las 4 p y Chaikovski llegó hasta las 5 p. No se usan habitualmente por ser imprácticas, aunque teóricamente posibles. |
| Sforzando     | o           | Reforzar súbitamente el sonido. |
| Poco forte    |             | Un poco fuerte. Actualmente poco usado. |
| Forte piano   |             | Fuerte y después débil. |
| Meno piano    |             | Menos débil. |
| Meno forte    |             | Menos fuerte. |
| Più piano     |             | Más débil. |
| Più forte     |             | Más fuerte. |
| Piano subito  |             | Repentinamente débil. |
| Forte subito  |             | Repentinamente fuerte. |
| Sotto voce    |             | Murmurado |
| Mezza voce    |             | A media voz. Actualmente poco usado. |

### Dinámica de transición
La dinámica de transición hace referencia a que la intensidad de uno o más sonidos puede ser aumentada o disminuida de forma paulatina.
| Incremento de la intensidad | Incremento de la intensidad | Incremento de la intensidad | Incremento de la intensidad             |
| Nombre                      | Abreviatura                 | Signo                       | Significado                             |
| --------------------------- | --------------------------- | --------------------------- | --------------------------------------- |
| Crescendo                   | cresc.                      |                             | Incremento progresivo de la intensidad. |
| Accrescendo                 | accresc.                    |                             | Incremento progresivo de la intensidad. |
| Aumentando                  | aum.                        |                             | Incremento progresivo de la intensidad. |
| Rinforzando                 | rf., rfz., rinf. o rinforz. |                             | Reforzando el sonido progresivamente.   |

| Disminución de la intensidad | Disminución de la intensidad | Disminución de la intensidad | Disminución de la intensidad               |
| Nombre                       | Abreviatura                  | Signo                        | Significado                                |
| ---------------------------- | ---------------------------- | ---------------------------- | ------------------------------------------ |
| Decrescendo                  | decresc.                     |                              | Disminución progresiva de la intensidad.   |
| Diminuendo                   | dim.                         |                              | Disminución progresiva de la intensidad.   |
| Smorzando                    | smorz.                       |                              | Dejar que el sonido se apague poco a poco. |
| Morendo                      | mor.                         |                              | Dejar que el sonido muera ralentizándose.  |
| Calando                      | cal.                         |                              | Ralentizar mucho y reducir el sonido.      |
| Perdendosi                   | perd.                        |                              | Dejar que el sonido se pierda.             |
| Stinguendo                   | sting.                       |                              | Dejar que el sonido se extinga.            |

## Representación gráfica
Los diversos niveles de intensidad musical se representan en las partituras o partichelas mediante una serie de indicaciones y/o signos de dinámica especiales que suelen colocarse por debajo del pentagrama, concretamente bajo la nota donde empieza dicha dinámica. Para indicar una determinada intensidad sonora existen varias posibilidades: 
- Un término. En la mayoría de los casos estos nombres están en italiano, aunque es posible encontrar también referencias en otros idiomas especialmente en composiciones de los últimos tiempos.
- Una abreviatura del término. Se toman los términos anteriores y se representan de forma abreviada con las letras en negrita y cursiva.
- Un signo gráfico. Existen unos signos con forma de cuña que se conocen como reguladores que se emplean para indicar una variación paulatina de la intensidad del sonido.

Estas tres posibilidades de notación de la dinámica en algunos casos pueden emplearse indistintamente. Así por ejemplo, para señalar un aumento progresivo de la intensidad se puede utilizar cualquiera de estas tres opciones: la palabra crescendo, la forma abreviada cresc. o bien un signo gráfico llamado regulador.

Figura 2. Notación de diversos matices: mezzoforte y reguladores.

A lo largo del siglo XX aparecieron una serie de símbolos que venían a complementar a los reguladores:
- Un regulador de crescendo que se ensancha repentinamente en la parte final, significa que el crescendo debe acelerarse con un efecto dramático al final . Por su parte, un regulador de diminuendo que se inicia ensanchado y se abrevia súbitamente, implica el efecto inverso al anterior.
- Una línea recta que en su parte final presenta un ensanchamiento repentino, supone la interpretación de un matiz estable hasta el efecto súbito del final.
- Un regulador de diminuendo que aparece seguido de un pequeño círculo, indica que se debe reducir la fuerza hasta alcanzar la desaparición total del sonido. Por el contrario, un regulador de crescendo precedido del pequeño círculo supondrá un aumento de la intensidad que parte del silencio.

## Técnicas interpretativas
La ejecución de la dinámica musical es relativa y suele ser subjetiva. Depende del estilo o periodo histórico al que pertenezca la obra, ya que existen ciertos convencionalismos estéticos; pero también depende de la consideración personal y condición emocional del intérprete. Los matices como forte o piano no tienen un significado preciso ya que son indicaciones relativas y dependerán de la graduación de dinámicas que se utilice en una determinada obra. Cuando en una composición el matiz de mayor intensidad es fortissimo (ff), forte (f) será un matiz de intensidad intermedia. Asimismo, habrá que tener en cuenta la acústica del espacio donde se va a interpretar la pieza. En una sala de concierto grande deberán exagerarse los matices, mientras que un lugar pequeño requerirá lo contrario.
Es igualmente subjetiva la ejecución de dinámicas de transición como los crescendi y decrescendi, puesto que dejan al intérprete un amplio margen para decidir de qué matiz parte y en cual finaliza.